# Primeiro-ministro do Estado da Palestina
O Primeiro-Ministro do Estado da Palestina (em árabe: رئيس وزراء دولة فلسطين; romaniz.: Ra'īs Wuzarā' Dawlat Filasṭīn) é o chefe de governo do Estado da Palestina. O cargo existe desde janeiro de 2013, quando a Autoridade Nacional Palestina foi oficialmente renomeada para Estado da Palestina e substituiu o cargo anterior de Primeiro-ministro da Autoridade Nacional Palestina.

## Nomeação
O primeiro-ministro é nomeado pelo Presidente do Estado da Palestina.

## Lista (2013–presente)
| N° | Retrato | Nome (Nascimento-Morte)   | Mandato              | Mandato                | Mandato          | Partido      | Ref.              |
| N° | Retrato | Nome (Nascimento-Morte)   | Posse                | Fim                    | Duração          | Partido      | Ref.              |
| -- | ------- | ------------------------- | -------------------- | ---------------------- | ---------------- | ------------ | ----------------- |
| 1  |         | Salam Fayyad (1951–)      | 6 de janeiro de 2013 | 6 de junho de 2013     | 151 dias         | Terceira Via | [ 4 ]             |
| 2  |         | Rami Hamdallah (1958–)    | 6 de junho de 2013   | 14 de abril de 2019[a] | 5 anos, 312 dias | Independente | [ 5 ] [ 6 ] [ 7 ] |
| 3  |         | Mohammad Shtayyeh (1959–) | 14 de abril de 2019  | 31 de março de 2024    | 4 anos, 352 dias | Fatah        | [ 8 ]             |
| 4  |         | Mohammad Mustafa (1954–)  | 31 de março de 2024  | Incumbente             | 351 dias         | Independente | [ 9 ]             |

## Ligações
- «Sítio oficial» (em árabe)